# Беленко Віктор Іванович
Ві́ктор Іва́нович Беле́нко також Біленко (15 лютого 1947, Нальчик, Кабардино-Балкарська АРСР, Російська РФСР, СРСР — (24 вересня 2023, Роузбад, Іллінойс, США) — американський інженер аерокосмічної галузі, колишній радянський військовий пілот-ренегат. 6 вересня 1976 року втік у Японію на МіГ-25 та здобув політичний притулок у США.

## Ранні роки
Народився в Нальчику. Після розлучення батьків у дворічному віці був покинутий матір'ю й виховувався в родички, а потім у батька з мачухою. 1965 року закінчив середню школу зі срібною медаллю. До призову в армію працював на підприємствах Омська. Один семестр вчився в Омському медінституті, одночасно займався в аероклубі ДТСААФ.

## Служба у ВПС СРСР
У 1967 році Беленко вступив до Армавірського вищого військового авіаційного училища льотчиків, яке успішно закінчив у 1971 році. Був направлений на службу льотчиком-інструктором у Ставропольське вище військове авіаційне училище льотчиків. У службових характеристиках і атестаціях протягом всієї служби в армії характеризувався позитивно. Член КПРС. Обирався членом комсомольського й партійного бюро. За власною ініціативою енергійно просив командування перевести його з училища в бойову частину авіації ППО для служби на новітніх тоді МіГ-25. 1975 року переведений за його бажанням на Далекий Схід і одержав призначення в авіаполк винищувачів 11-ї Окремої армії 23-го корпусу ППО (авіабаза Чугуєвка, Приморський край, 200 км на північний схід від Владивостока). На посаді старшого льотчика літав на винищувачі-перехоплювачі «МіГ-25П» (бортовий номер чергового літака, на якому здійснив переліт до Японії — «31», за Беленком був закріплений літак з іншим бортовим номером).

## Останній радянський політ
6 вересня 1976 року о 6:45 Беленко вилетів з військового аеродрому Соколовка-Чугуєвка разом ще з двома МіГами для виконання звичайного тренувального польоту. Незабаром після зльоту Беленко відірвався від строю, знизився до висоти 45 м, щоб вийти з поля зору радарів радянської ППО, пролетів на мінімальній висоті приблизно 40 км і набрав висоту 6000 м, взяв курс на авіабазу ВПС США в Тітосе, де була найдовша на Хокайдо злітно-посадкова смуга. (За іншими даними, він летів над територією СРСР на висоті 250 м протягом 130 км).
Відлетівши від радянського берега на 100 км, пілот був змушений знову підняти машину на висоту 500 м, інакше йому би не вистачило пального долетіти до Японії. Тут його «засікли» радари радянської ППО, але прийняли за іншу ціль — один з іноземних літаків-розвідників.
За відсутності карт та візуальних орієнтирів та через щільний туман над островами Беленко замість Тітосе натрапив на японський цивільний аеродром в Хакодате. У баках його МіГа практично вже не залишилось пального, і тому він без обов'язкових додаткових маневрів та радіопопереджень з ризиком для життя посадив машину, ледь не зіткнувшись зі злітаючим пасажирським літаком Боїнг 727.
О 9:15 японське радіо передало, що літак МіГ-25П, пілотований радянським льотчиком Беленком, здійснив посадку в аеропорту Хакодате (острів Хоккайдо). Згодом японська влада офіційно повідомила, що Беленко по приземленні одразу запросив політичного притулку в США. 9 вересня він вилетів до США, де згодом здобув американське громадянство (див. нижче). Літак був підданий детальному вивченню американськими та японськими фахівцями і повернутий у СРСР 15 листопада 1976 року в розібраному стані. Згідно з повідомленнями преси, американські фахівці похвалили основні механічні конструкції літака (двигуни), але авіоніку назвали «вчорашнім днем» авіації.

## Розслідування
Для розслідування втечі Беленка КДБ СРСР створило спеціальну групу. Для всебічного вивчення його особистості було опитано 116 осіб з-поміж родичів і товаришів по службі. Зібрали дані про стан здоров'я, взаємини з командуванням і в родині, морально-політичні якості, ставлення до радянської дійсності. При цьому даних про зрадницькі наміри не було виявлено. Не було помічено, щоб він цікавився рівнем життя на Заході, зокрема американським. Серед свого оточення засуджував колишнього льотчика-інструктора Армавірського училища Сафронова, що перелетів до Ірану в 1973 році.
Зі слів дружини, передач закордонних радіостанцій не слухав сам і не дозволяв слухати їй. Заборонив їй листуватися зі шкільною подругою, яка вийшла заміж за іноземця й проживала в Італії.
Разом з тим стало відомо, що Беленко одного разу висловив невдоволення умовами життя льотного персоналу, нерегламентованим робочим днем, частими скасуваннями вихідних. При цьому він говорив, що американські льотчики зайняті по службі менше. Не були підтверджені різні інсинуації, що висувалися на Заході, про те, що Беленко до втечі був завербований американською розвідкою. Очевидно, вони були створені в пропагандистських цілях.
Отримані в ході оперативного розслідування дані у своїй сукупності не давали підстав підозрювати, що Беленко здійснив переліт за кордон, керуючись корисливими міркуваннями.

## Наслідки втечі для СРСР
Літак МіГ-25 був цілком секретною зброєю Радянського Союзу, про існування котрої навіть не знало цивільне населення СРСР. Крім морально-політичних втрат, втеча Беленка завдала СРСР і значних матеріальних збитків, які оцінюються приблизно в 2 млрд радянських рублів. СРСР був змушений замінити всю апаратуру системи розпізнавання літаків «свій — чужий» у всій країні. Одночасно нова система «Пароль» була у 1976 році вже розроблена й запущена в серійне виробництво.
Щоб запобігти подальшим втечам, військове командування СРСР видало інструкцію, згідно з якою заборонялося повністю заправляти баки пальним прикордонним перехоплювачам на Далекому Сході, щоб ті не могли долетіти до Японії. У майбутньому це стало однією з основних причин збиття корейського цивільного Боїнгу-747 1 вересня 1983 року радянським військовим льотчиком Г. Осиповичем. Ані Осипович над Японським морем, ані його попередники радянські перехоплювачі над Камчаткою та Охотським морем не мали достатньо пального, щоб наблизитись до Боїнга, його супроводжувати, перехопити та примусити до посадки.

## Життя у США
Здобувши політичний притулок 7 вересня 1976 року від президента США Джеральда Форда, а в 1980 році громадянство США за активного сприяння президента США Джиммі Картера, Беленко кілька років викладав в одній з військових академій техніку та тактику повітряного бою.
Беленка включили до сформованої ЦРУ групи фахівців, що вивчали магнітофонні записи переговорів радянських льотчиків із землею під час катастрофи корейського пасажирського літака, збитого на Далекому Сході у вересні 1983 року.
Одружився з американкою, у них народилося троє дітей. Після розлучення за умовами шлюбного контракту залишив другій дружині будинок. 1980 року разом з письменником Джоном Барроном видав книгу «Пілот МіГу» (John Barron, «MIG Pilot»). Потім жив у Каліфорнії, займався торговельним бізнесом, зокрема з Росією (під вигаданим іменем).
За радянських часів державні ЗМІ СРСР кілька разів поширювали дезінформацію про «смерть Беленка».